# Комария (деревня)
Комария — деревня в Шадринском районе Курганской области. До преобразования в декабря 2021 года муниципального района в муниципальный округ входила в состав Чистопрудненского сельсовета.

## Общие сведения
Западная граница деревни — река Комария, северная граница — река Барнева.
В 1967 году в деревне установлен металлический обелиск, увенчанный пятиконечной звездой в память земляков, погибших в Великой Отечественной войне. 

## Известные уроженцы
В деревне родился полный кавалер Георгиевского креста поручик Василий Алексеевич Черемисин (1892—1917).

## История
До 1917 года в составе Барнëвской волости Шадринского уезда Пермской губернии. По данным на 1926 год состояла из 79 хозяйств. В административном отношении входила в состав Черемисского сельсовета Шадринского района Шадринского округа Уральской области.

## Население
| 1989 | 2002 | 2010 | 2011 | 2013 | 2014 | 2015 |
| ---- | ---- | ---- | ---- | ---- | ---- | ---- |
| 42   | ↘32  | ↘15  | ↗35  | ↘20  | →20  | ↗25  |

По данным переписи 1926 года в деревне проживало 425 человек (202 мужчины и 223 женщины), в том числе: русские составляли 100 % населения.

## Улицы
- Дачная
- Кирпичная
- Центральная